# John King (cómic)
John King es un personaje ficticio que aparece en los cómics estadounidenses publicados por Marvel Comics.
Manny Montana interpretó al personaje en la serie del Universo cinematográfico de Marvel para Disney+, Ironheart (2025).

## Historial de publicaciones
King apareció por primera vez en la miniserie de MAX , The Hood, número uno, en 2002, apareciendo en los seis números. Tras un paréntesis de cinco años, reapareció en la miniserie de Los Nuevos Vengadores, The Trust, y en el número cuatro de Invasión secreta. Fue un personaje recurrente en la serie Dark Reign Hood, que comenzó en 2009, y recientemente apareció en la miniserie The Siege: Storming Asgard.

## Biografía ficticia
John King es un ex drogadicto y alcohólico. En un momento luchó y fue derrotado por Rocket Racer. King es primo de Parker Robbins (quien más tarde se convertiría en Hood). King y Robbins eran amigos cercanos y ambos trabajaban como criminales en la ciudad de Nueva York. Los dos intentan asaltar un almacén que se dice que alberga un valioso cargamento, donde el demonio Nisanti ataca a John King. En represalia, Robbins le dispara y lo mata. King luego regresa a su apartamento, donde Robbins lo visita y le dice que el disfraz que robó del demonio que mató le ha otorgado superpoderes. John King luego le informa a Robbins de un robo de diamantes que está teniendo lugar, y los dos intentan interferir y robar los diamantes. Sin embargo, Robbins dispara accidentalmente a un oficial de policía y John King le dice que escape diciendo que asumirá la culpa. Luego llega más policía y John King es detenido donde se le dice que será llevado a juicio por disparar al oficial de policía a menos que testifique que solo fue cómplice de Hood. John King se niega a afirmar que Robbins fue el verdadero culpable. Robbins incrimina a Madame Rapier por disparar al policía, lo que permite la liberación de John King.
Siguiendo la historia de "Civil War", John King estaba con Hood cuando este reúne a su sindicato del crimen para aprovecharse de la Ley de Registro de Superhumanos. El asistió a la subasta de Búho donde subastaba una réplica de Deathlok hasta que Hood atacó la subasta y causó la aparente muerte de Búho. Más tarde, John King estaba con Hood en el Bar de Hank para comer y beber hasta que son atacados por Wolverine, quien escuchó sus planes con la réplica de Deathlok.John King y Hood lograron escapar de Wolverine.John King estaba en la reunión de Hood en un restaurante chino y fue visto observando la paliza a Tigra. John King le dijo a Hood y a los otros villanos que pueden usar la réplica de Deathlok para robar el Banco Brown Brothers Harriman & Co. Todos estuvieron de acuerdo con el plan. Después del exitoso robo al banco, John King estaba con Hood cuando él y sus aliados villanos estuvieron presentes en ver a los Nuevos Vengadores luchando contra los Simbiontes en la televisión.Los Nuevos Vengadores asaltaron el escondite y atacaron a Hood, John King y los otros villanos.John King estaba entre los detenidos por los Nuevos Vengadores.
Durante la historia de "Invasión secreta", John King subió las escaleras cuando Hood decidió liderar su sindicato criminal para luchar contra los Skrulls.
Durante la historia de Dark Reign, John King se convirtió en el teniente de Hood.Al notar el alcoholismo de John King, Hood discute la situación de su capa demoníaca. Tras sacar a Hood de su escondite en llamas, John King le da a Hood una forma de contactar a Satana.John King acompañó a algunos villanos a salir de copas. Luego él fue arrestado por Fuerza y las autoridades, quienes descubrieron que trabajaba para Hood. Hood hizo que Norman Osborn rescatara a John King y a los otros villanos.John King llevó a cabo otro atraco para Hood, esta vez dando instrucciones a Squid y Man-Fish para asaltar un carguero y robar el equipo en la bodega. John King luego siguió a Hood a la lucha contra Fuerza solo para presenciar la derrota de los aliados villanos de Hood a manos de White Fang.John King luego le contó a Hood sobre la fabricación de la discordia entre los aliados villanos de Hood por parte de Controlador. 
Más tarde, John King le contó a Hood que Jonas Harrow se llevó el ejército de villanos de Hood.
Tras el "Asedio de Asgard", los Nuevos Vengadores capturaron a John King y lo usaron para rastrear a Hood y a Madame Máscara. Tras una batalla con el Conde Nefaria, ellos capturaron a los villanos y los llevaron a los cuatro a Maria Hill para arrestarlos.
Más tarde, John King es abordado por un revivido Thanos para unirse a su encarnación de Zodiac, donde lideró al equipo como Cáncer.La misión de Zodiac era robar diversos objetos poderosos y extraerlos de la Tierra para equilibrar el planeta y el cosmos. Capturado tras una batalla con los Vengadores, John King revela el plan de Thanos a los héroes.

## Poderes y habilidades
King no posee poderes ni habilidades sobrehumanas.
Como Cáncer, John King usa un súper traje especial que le dio Thanos y que le da la apariencia de un cangrejo humanoide.

## En otros medios
John King, alias "H.R." John, aparece en Ironheart (2025), interpretado por Manny Montana.Esta versión es miembro de una banda callejera de Chicago liderada por su primo, The Hood, quien luego muere tras ser abandonado por Riri Williams.